# Jakub Sedláček
Jakub Sedláček (ur. 5 kwietnia 1990 w Zlinie) – czeski hokeista, reprezentant Czech.

## Kariera
- HC Zlin U18 (2004-2007)
- HC Zlin U20 (2005-2008)
  -  HC Přerov (2008)
- PSG Zlín (2008-2013)
- Dinamo Ryga (2013-2017)
- Mountfield Hradec Králové (2017)
- HC Bolzano (2017)
- Slovan Bratysława (2017-2018)
- PSG Zlín (2018-2019)
- Sparta Praga (2019-2020)
- HC Košice (2020-2021)
- EC VSV (2021)
- HC Ołomuniec (2021)
- HC Kometa Brno (2021-2022)
- HC Ołomuniec (2021-2022)
- HC 05 Banská Bystrica (2022-)

Wychowanek i do 2013 zawodnik klubu ze Zlína. Od sierpnia 2013 zawodnik łotewskiego klubu Dinamo Ryga. W kwietniu 2014 przedłużył kontrakt z klubem o dwa lata. W sierpniu 2017 podpisał dwumiesięczny kontrakt z Mountfield Hradec Králové. W listopadzie 2017 krótkotrwale był zawodnikiem włoskiego klubu HC Bolzano. Od grudnia 2017 zawodnik Slovana Bratysława. W kwietniu 2018 ponownie został zawodnikiem macierzystego. W styczniu 2019 został wypożyczony do Sparty Praga, gdzie w kwietniu tego roku przedłużył kontrakt W sierpniu 2020 przeszedł do HC Košice. Na początku stycznia 2021 przeszedł do austriackiego EC VSV. We wrześniu 2021 został wypożyczony do HC Ołomuniec. W listopadzie 2021 przeszedł do Komety Brno. W październiku 2022 został zaangażowany do HC Ołomuniec. W grudniu 2022 został zaangażowany do HC 05 Banská Bystrica.

## Sukcesy
Klubowe
- Srebrny medal mistrzostw Czech: 2013 ze Zlínem

Indywidualne
- Ekstraliga czeska w hokeju na lodzie (2008/2009):
  - Pierwsze miejsce w klasyfikacji skuteczności interwencji: 94,3%
- KHL (2013/2014):
  - Trzecie miejsce w klasyfikacji skuteczności interwencji w fazie play-off: 93,8%
  - Trzecie miejsce w klasyfikacji średniej goli straconych na mecz w fazie play-off: 1,78